# Kriminologische Studie zum Missbrauch in der katholischen Kirche Deutschlands
Die Deutsche Bischofskonferenz initiierte eine kriminologische Studie zum Missbrauch in der katholischen Kirche Deutschlands, nachdem im Jahr 2010 eine Debatte über sexuellen Missbrauch in der römisch-katholischen Kirche in Deutschland begonnen hatte. Im Juni 2011 fasste die Deutsche Bischofskonferenz einstimmig den Beschluss, zusammen mit dem Kriminologischen Forschungsinstitut Niedersachsen (KFN) und dessen Leiter Christian Pfeiffer diese Studie zu erstellen.
Im Januar 2013 kündigte die Bischofskonferenz dem KFN den Vertrag und hat die Kriminologische Studie zum Missbrauch in der katholischen Kirche Deutschlands gestoppt. Das KFN hat daraufhin eine selbständige Studie ohne Mithilfe der Kirche angekündigt und die Missbrauchsopfer von Priestern dazu zwecks anonymisierter Befragung zur direkten Zusammenarbeit mit dem KFN aufgerufen.

## Hintergrund
Das Projekt einer kriminologischen Erforschung sexuellen Missbrauchs in der katholischen Kirche in Deutschland wurde 2010 vom Verband der Diözesen Deutschlands (VDD) angestoßen. Alle 27 Bischöfe hätten eine wissenschaftliche Untersuchung durch Pfeiffer begrüßt. In dem der FAZ vorliegenden Vertrag vom 8. Juli 2011 hätten neun als repräsentativ ausgewählte Bistümer verbindlich zugesagt, sich an dem Forschungsprojekt zu beteiligen.
Zuvor hatten mehrere Bistümer aus Anlass der 2010 bekanntgewordenen Missbrauchsfälle ihre Personalaktenbestände seit dem Zweiten Weltkrieg überprüft. Ergebnisse lagen 2010 aus dem Erzbistum München und Freising vor. Dort wurden über 13.000 Personalakten durch die Anwaltskanzlei Westphal, Spilker und Wastl überprüft. Anwältin Westphal ging in ihrem Bericht von einer erheblichen Dunkelziffer aus, da Akten in erheblichem Umfang vernichtet wurden und Aktenbestände außerhalb des Ordinariats in Privatwohnungen lagerten und somit einem manipulativen Zugriff ausgeliefert waren. Erste Ergebnisse lagen ebenfalls aus dem Zwischenbericht der Missbrauchsbeauftragten des Bistums Regensburg vor.
Auch einzelne Ordensgemeinschaften leiteten entsprechende Maßnahmen ein. Die Salesianer Don Boscos richteten beispielsweise nach den bekanntgewordenen Missbrauchsfällen eine Arbeitsgruppe aus internen und externen Personen ein, die regelmäßig Zwischenberichte veröffentlichte. Der dritte Zwischenbericht nennt 62 Meldungen von Betroffenen ab dem Zeitraum der 1950er Jahre; 28 davon bezogen sich auf sexuelle Übergriffe unterschiedlicher Schwere. Unter den gemeldeten Fällen sind auch solche, die bereits bekannt und strafrechtlich abgeurteilt waren. Der dritte Zwischenbericht enthält auch bereits einige Konsequenzen für die Arbeit in den Einrichtungen.

## Vertragsabschluss im Juni 2011
Am 20. Juni 2011 fasste die Deutsche Bischofskonferenz einstimmig den Beschluss, dass Kirchenmitarbeiter unter Aufsicht eines Teams des Kriminologischen Forschungsinstituts Niedersachsen, bestehend aus pensionierten Staatsanwälten und Richtern, sämtliche Personalakten der vergangenen zehn Jahre (zusätzlich in neun der 27 Bistümer sogar bis ins Jahr 1945 zurück) auf Hinweise zu sexuellen Übergriffen durchsuchen sollten. Dabei soll das KFN nur Daten tatverdächtiger Personen und diese nur in anonymisierter Form erhalten; die mit der Aktenauswertung befassten externen Juristen müssen sich zum Schweigen gegenüber Dritten verpflichten.
Gegen dieses Projekt erhob das Netzwerk katholischer Priester schwere Bedenken, da es zum einen den Datenschutz der betroffenen Priester, wie auch das Vertrauensverhältnis zum jeweiligen Bischof gefährdet sah, sollten alle Personalakten der Bistümer Dritten zugänglich gemacht werden. Man fürchtete außerdem die Bestätigung eines gesellschaftlichen „Generalverdachtes“ gegen alle Priester. Die Deutsche Bischofskonferenz veröffentlichte im Sommer 2011 die genauen Regularien zur Akteneinsicht und stellte klar, dass die Personalakten nicht von bistumsfremden Dritten eingesehen werden könnten.
Im November 2011 zog sich Generalvikar Peter Beer, Erzbistum München und Freising, aus dem Projektbeirat zurück. Er gab an, dass auf seine kritischen Fragen nicht ausreichend geantwortet worden sei.

## Krise der Studie im Juli 2012
Die Bistümer Regensburg, München und Dresden stiegen im Juli 2012 aus dem Projekt aus.
Uwe Winkel, Sprecher des Netzwerks katholischer Priester, ging schon im Juli 2012 von einem faktischen Ende der Studie aus. Er wies auf die Weisungsbefugnis des Heiligen Stuhls hin und vertrat die Auffassung, dass die Studie wegen der Aktenvernichtung gemäß Codex Iuris Canonici habe scheitern müssen:
„Nach Rücksprache mit mehreren Lehrstuhlinhabern für Kirchliches Recht ist es nicht möglich, dass Bischöfliche Geheimarchive ohne Erlaubnis des Heiligen Stuhles geöffnet und die darin befindlichen Akten entgegen ihrer Bestimmung verwendet werden (vgl. can. 490 § 3 CIC). Da nach can. 489 § 2 CIC die Akten der Strafsachen in Sittlichkeitsverfahren, deren Angeklagte verstorben sind oder die seit einem Jahrzehnt durch Verurteilung abgeschlossen sind, vernichtet werden müssen, wäre ein Forschungsprojekt, in das die einschlägigen Akten – 65 Jahre rückwirkend – einbezogen werden sollen, ohnedies zum Scheitern verurteilt.“
Zu diesem Zeitpunkt entließ Pfeiffer zwei bereits eingestellte Mitarbeiter wieder.

## Kündigung durch die Deutsche Bischofskonferenz im Januar 2013
Am 8. Januar 2013 wurde durch eine Mitteilung von netzwerkB bekannt, dass die Deutsche Bischofskonferenz den Vertrag über die Studie wegen Differenzen mit dem KFN aufgekündigt hatte. Die Kündigung selbst lag dem Institut am 9. Januar 2013 nicht schriftlich vor.
Der Leiter des KFN, Christian Pfeiffer, erklärte, die Studie sei „an den Zensur- und Kontrollwünschen der Kirche gescheitert“. Der Bericht Pfeiffers, dass er von Kirchenangehörigen aus mehreren Bistümern darauf hingewiesen worden sei, dass Akten über Täter vernichtet worden seien, wurde vom Bischofskonferenz-Sprecher Matthias Kopp nachdrücklich dementiert. Ackermann erklärte gegenüber der Rhein-Zeitung im Januar 2013: „Dann gab es Misstrauen, als etwa Professor Pfeiffer den Eindruck hatte, da würden Akten vernichtet. Darüber habe ich bis heute keine verlässlichen Informationen.“
In einem Spiegel-Interview vom 14. Januar 2013 präzisierte der Missbrauchsbeauftragte der Bischofskonferenz, der Trierer Bischof Stephan Ackermann, seine Aussagen. Der Vorwurf der Aktenvernichtung sei „so pauschal nicht richtig“. Die Kirche hätte bereits zugegeben, dass ihre „Aktenführung in früheren Jahren nicht dem Standard“ entsprochen habe. Es sei jedoch ein Fakt, „dass der Tatbestand und das Urteil in Sittlichkeitsverfahren aufbewahrt werden müssen“, demnach „fallen keine Tat und kein Täter unter den Tisch“. Spiegel Online hatte zuvor berichtet, dass das Kirchenrecht eine Vernichtung eines Großteils der Akten zu Sittlichkeitsverbrechen vorsehe. So heißt es dort: „Jährlich sind die Akten der Strafsachen in Sittlichkeitsverfahren, deren Angeklagte verstorben sind oder die seit einem Jahrzehnt durch Verurteilung abgeschlossen sind, zu vernichten; ein kurzer Tatbestandsbericht mit dem Wortlaut des Endurteils ist aufzubewahren“.
Gegen den Vorwurf der „Zensur“ ging die Kirche zunächst mit einer Unterlassungsaufforderung gegen Pfeiffer juristisch vor. Pfeiffer erklärte daraufhin, er wolle diese nicht befolgen, da ihr keine Vollmacht beigefügt worden und sie deshalb rechtlich nicht gültig sei. Am 21. Januar wurde bekannt, dass der Verband der Diözesen Deutschlands den beim Landgericht Hamburg gestellten Antrag auf Einstweilige Verfügung zurückgezogen hat.

### Darstellung der Ereignisse durch die Bischofskonferenz
Die Bischofskonferenz beendete laut Stellungnahmen der Sprecher die Zusammenarbeit wegen „unüberbrückbarer Differenzen“: In der Frage um Datenschutz und Persönlichkeitsrechte sei eine Einigung mit dem Leiter des KFN leider gescheitert, Pfeiffer zeige laut dem Sprecher der Bischofskonferenz „Sprunghaftigkeit und mangelnde Seriosität“. Als weitere Gründe nannte Ackermann Vorbehalte des Netzwerks katholischer Priester und kirchenrechtliche Vorgaben zur Öffnung von „Geheimarchiven“ durch die Bischöfe. Die bereits an das KFN gezahlten Gelder würden zurückgefordert.
Spekulationen, dass das Erzbistum München vorzeitig aus dem Projekt ausstieg, um den früheren Erzbischof Joseph Ratzinger und damaligen Papst zu schützen, wurden von Bischof Ackermann als unredlich zurückgewiesen.

### Darstellung der Ereignisse durch Christian Pfeiffer
In einem ausführlichen Interview für den Deutschlandfunk hat Pfeiffer am 9. Januar 2013 seine Sicht der Ereignisse um die Kündigung dargelegt.
Pfeiffer betonte in dem ausführlichen Interview, dass es einen bestehenden Vertrag gab, den die Kirche ändern wollte. Diese Verhandlungen liefen seit Mai 2012. Die Kirche verlangte eine Vertragsveränderung: insbesondere, dass das KFN vor einer Veröffentlichung alle Texte der Kirche als Auftraggeber (Auftraggeber war die Deutsche Bischofskonferenz, Vertragspartner des KFN war der Verband der Diözesen Deutschlands) der Studie zur Genehmigung vorzulegen habe. Mit dem neuen Vertrag sollte der Kirche das Recht eingeräumt werden die Veröffentlichung von Texten zu verbieten. Das betrachtete Pfeiffer als unvereinbar mit den Grundsätzen wissenschaftlichen Arbeitens. Pfeiffers Gegenvorschlag, um den Wünschen der Kirche teilweise zu entsprechen, eine mögliche kontroverse Meinung der Kirche ebenfalls in seine Veröffentlichungen mit aufzunehmen, aber als solche kenntlich gemacht, wurde abgelehnt. Die Kirche hätte so zumindest die Möglichkeit gehabt, ihre eigene Sicht der Dinge nach jedem Kapitel darzustellen. Die Kirche beharrte jedoch auf ihre ursprüngliche Forderung und erweiterte diese noch um die Forderung auch bei der Einstellung von Mitarbeitern des KFN für diese Studie ein Mitspracherecht eingeräumt zu bekommen. Zur vertraglichen Absicherung ihrer Forderungen verlangte die Kirche zusätzlich noch Klauseln über „unangemessene Schadensersatzforderungen“.
Pfeiffer hob hervor, dass es einen gültigen Vertrag gegeben habe, in dem man sich auch über den heiklen Datenschutz geeinigt habe. In diesem alten Vertrag stand „wie üblich, dass das KFN acht Wochen nach Abgabe des Forschungsberichts völlig frei darin ist, in Doktorarbeiten, Habilitationen und anderen Schriften das zu veröffentlichen, was wir erforscht haben. In dem alten Vertrag war alles vernünftig geregelt.“ Diesen alten Vertrag zum Forschungsprojekt wolle die Kirche nun kündigen, weil es zu keiner gütlichen Einigung über eine neue Vertragsformulierung kam. Das wertete Pfeiffer als Versuch der Kirche den Vertrag in Richtung Zensur und stärkeren Kontrollrechten durch die Kirche zu ändern. Deshalb sein Fazit: „Das konnten wir nicht mitmachen ... Ich habe nur mit allem Nachdruck und aller Deutlichkeit klar gemacht, dass wir uns nicht zensieren lassen werden. ... diese Kontrollwünsche können wir nicht akzeptieren“.
Auf Nachfrage nannte Pfeiffer mögliche Beweggründe der Amtskirche: Bei den Vorbereitungen für die Studie (Prätests/Vortests zur Sichtung der Struktur der Akten und Erarbeitung der Fragebögen) im Erzbistum München und Freising, sei der kirchlichen Seite vielleicht erst das gründliche Vorgehen für diese Studie klar geworden. Insbesondere erhielt Pfeiffer Hinweise, dass in einigen Diözesen Akten vernichtet worden waren.
„... es gibt da eine Vorschrift, wonach man zehn Jahre nach der Verurteilung eines Priesters die Akten zu vernichten hat. Darüber hatte man uns im Unklaren gelassen, dass es das gibt. Auch die Öffentlichkeit war darüber nicht informiert worden, denn vereinbart ist im Vertrag eine Aktenanalyse bis zum Jahr 1945 rückgehend.“
Nach den Vortests im Erzbistum München und Freising zwecks Erarbeitung der Fragebögen, wurden diese detaillierten Datenerfassungsbögen dem kirchlichen Beratungsgremium vorgestellt. Die Reaktion der katholischen Kirche war daraufhin die Einleitung ihres Rückziehers zur Aufklärung der Missbrauchsfälle:
„...da wurde dann in den Beratungssitzungen des Beirats klar, als der Vertreter der Münchener Diözese dann sagte, es reicht nicht aus, dass wir hier nur beraten dürfen, das muss ein Entscheidungsgremium werden, wir müssen die Kontrolle über alles haben, nur dann sind wir bereit, weiterhin mitzumachen...“
Das Erzbistum München und Freising hat dann einen neuen Vertragsentwurf aufgesetzt, durch den die Kirche alles an der Studie wie oben beschrieben kontrollieren kann. Dieser Entwurf wurde dem KFN im Mai 2012 überreicht.
Eine schriftliche Anfrage des KFN vom Oktober 2012, offenzulegen ob und in welchem Umfang Akten vernichtet worden waren, blieb von kirchlicher Seite unbeantwortet. Die Vorschriften zur Aktenvernichtung waren wahrscheinlich nur in einigen Diözesen eingehalten worden. Für eine wissenschaftliche Arbeit musste zumindest das Ausmaß der Lücken in den Akten eingeschätzt werden, da die heutigen Akten nicht mehr in vollem Umfang die wahre Geschichte des Missbrauchs in der katholischen Kirche Deutschlands wiedergeben. Auf die Anfragen hin habe Pfeiffer aber nur die Antwort erhalten, „dass alleine diese Anfrage das Vertrauen nachhaltig zerstört“ habe.
Schließlich berichtet Pfeiffer, habe man von ihm eine Schweigeverpflichtung verlangt:
„Im direkten Gespräch wurde mir das angekündigt, wenn wir nicht bereit sind, eine Schweigevereinbarung über all das, was hier gelaufen ist, zu unterzeichnen, dann würde es eben zur Kündigung kommen.“

### Reaktionen auf die Kündigung
Norbert Denef, Vorsitzender des Netzwerks Betroffener von sexualisierter Gewalt (netzwerkB), erklärte über das Scheitern: „Wenn es um Aufklärung sowie um Gerechtigkeit und Hilfe für die Opfer ginge, müsste noch viel intensiver aufgearbeitet werden, als es der Kooperationsvertrag mit Professor Pfeiffer versprochen hatte. Wir sehen aber, dass freiwillige Selbstverpflichtungen keinen Sinn ergeben, wenn die beteiligten Institutionen es nicht können und nicht wollen. Hier ist der Staat gefragt und eine Politik, die sich nicht von den Religionsgemeinschaften einschüchtern lässt. Die Kirchen stehen außerhalb der Rechtsstaatlichkeit. Da muss sich vieles ändern.“
Heinz Hilgers, Präsident des Kinderschutzbundes, sprach der katholischen Kirche den Willen zur Aufklärung ab: „Ich habe den Verdacht, dass starke Kräfte in der katholischen Kirche jetzt nach der Methode Vergessen-und-Vergeben arbeiten.“ Klaus Müller, Theologe aus Münster, vermutet einen Machtkampf unter den Bischöfen: „Es kann nur daran liegen, dass die Seite der Bischöfe, die diese Form der Aufklärung für richtig halten, unter massivem Druck der konservativen Kräfte steht.“
Die Laienbewegung Wir sind Kirche sah die Kündigung als „verheerendes Signal für die Glaubwürdigkeit der Kirchenleitung“ und „fordert jeden einzelnen der 27 deutschen Bischöfe auf, eidesstattlich zu erklären, dass in seinem Bistum keine untersuchungsrelevanten Einträge in Personalakten in der Vergangenheit gelöscht wurden und dies auch in Zukunft nicht geschehen wird.“
Justizministerin Sabine Leutheusser-Schnarrenberger (FDP) berichtete, sie habe stets gute Erfahrungen mit Pfeiffer gemacht. Er gehöre „wirklich mit zu den ersten Adressen in Deutschland.“ Es entstünde der Eindruck, dass „die Kirche am Ende die Hand drauf haben wollte, darauf, was soll wirklich veröffentlicht werden und was nicht an Erkenntnissen, die gewonnen werden.“
Hans Joachim Meyer, CDU-Politiker und ehemaliger Präsident des Zentralkomitees der Deutschen Katholiken, dagegen hält Pfeiffer vor, „dass ihm die präzise Trennung zwischen wissenschaftlicher Seriosität und volkspädagogischem Furor nicht immer gelingt, ja, er sich vielleicht sogar deren Notwendigkeit gar nicht hinreichend bewusst ist“. Ihn habe es deshalb erstaunt, dass die Bischofskonferenz Pfeiffer mit der Leitung eines „Forschungsprojekt zur höchst sensiblen Problematik von Missbrauchsfällen in der Kirche“ beauftragt hat.
Daniel Deckers, Theologe und politischer Redakteur bei der FAZ, wirft Pfeiffer in diesem Zusammenhang „effekthascherische Zuspitzungen“ und „schillernde Kausalketten“ vor, „mehr als einmal erwiesen sich seine Einschätzungen als vorschnell, wenn nicht gar grundfalsch“. Deckers wirft beiden Seiten vor, zu Beginn des Forschungsprojektes zu unbedarft mit grundlegenden rechtlichen Fragen umgegangen zu sein: „Fachjuristen, die den von Pfeiffer und den Bischöfen gutgeheißenen Vertragstext im Herbst 2011 zu Gesicht bekamen, waren entsetzt. Der Text zeugte von einer stupenden Ahnungslosigkeit der Vertragsparteien hinsichtlich der Vorschriften des allgemeinen Kirchenrechts, des kirchlichen Dienstrechts, des Rechts auf informationelle Selbstbestimmung und der staatlich garantierten Fürsorgepflicht des Arbeitgebers.“

## Alternative Studie des KFN
In seinem Interview für den Deutschlandfunk kündigt Pfeiffer an die Missbrauchsstudie trotz Vertragskündigung durch die katholische Kirche fortzusetzen, jedoch in veränderter Form.
Dazu rief er am Ende des Interviews die Missbrauchsopfer auf sich direkt beim KFN zu melden, um so auch ohne die kirchlichen Akten eine wissenschaftliche Auswertung dieser Missbrauchsfälle vornehmen zu können:
„Wir versuchen jetzt zu retten, was zu retten ist, indem wir bundesweit alle Opfer bitten, die wir sonst über die Kirche gebeten hätten. Wir bitten sie jetzt, freiwillig auf uns zuzukommen, damit wir ihnen den anonymen Fragebogen zuleiten können, den sie uns bitte zurückleiten. Auf diese Weise wäre auf freiwilliger Basis das Projekt noch zu retten im Hinblick auf das, was die Opfer erlebt haben. ... [wir] hoffen, dass sich möglichst viele an dieser freiwilligen Untersuchung beteiligen, uns also schreiben und wir ihnen dann den Fragebogen zusenden können, natürlich unter garantierter Anonymität.“
Bei Befragungen außerhalb der Kirche hat das KFN bei 11.500 Befragten 500 Missbrauchsopfer gefunden. Diese Angaben der Missbrauchsopfer will das KFN mit den Angaben von Opfern sexuellen Missbrauchs durch Priester vergleichen und wissenschaftlich auswerten.

## Alternative Studie der katholischen Kirche
Der Missbrauchsbeauftragte der deutschen Bischofskonferenz, Stephan Ackermann, erklärte, die Aufarbeitung solle „zeitnah“ weiterverfolgt werden, ließ dafür aber den Zeitraum für die Vergabe eines neuen Forschungsauftrages offen. 2013 sei die Situation eine andere als 2010, als die römisch-katholische Kirche „unter einem unglaublichen öffentlichen Druck gestanden“ habe und deshalb die Kooperation mit Christian Pfeiffer „vielleicht übereilt zustande gekommen“ sei. Bei einem neuen Anlauf wolle man sich deshalb mehr Zeit nehmen. Zudem deutete er indirekt an, dass ein Teil der Bistümer aus dem Projekt aussteigen könnte. Zwar wolle er sich an derartigen Spekulationen nicht beteiligen, jedoch stünde eine Studie selbst bei einem Ausstieg eines Bistums immer noch „auf einer empirisch belastbaren“ Basis.
Im März 2014 stellte Ackermann das neue Projekt vor. Ein aus vier Instituten bestehendes Forschungskonsortium unter der Leitung von Harald Dreßing vom Zentralinstitut für Seelische Gesundheit in Mannheim wurde mit einer auf dreieinhalb Jahre angelegten Studie beauftragt. Sie soll unter anderem klären, ob es Strukturen und Dynamiken in der katholischen Kirche gab oder gibt, die Missbrauch fördern.
Im März 2015 berichtete die ARD-Dokumentation „Das Schweigen der Männer“ über den Fortgang des Forschungsprojekts. Kritisiert wurde hier, dass weiterhin nur Kirchenmitarbeiter Zugang zu den Personalakten hätten und dass nicht untersucht werde, wie die Verantwortlichen in den Bistümern mit Missbrauchsfällen umgingen. Die Ergebnisse der neuen, sogenannten MHG-Studie („Sexueller Missbrauch an Minderjährigen durch katholische Priester, Diakone und männliche Ordensangehörige im Bereich der Deutschen Bischofskonferenz“) wurden am 25. September 2018 vorgestellt.